# Corbatón
Plantilla:Falten referència

Corbatón és una pedania aragonesa de la província de Terol, en la comarca de Jiloca. No té ajuntament, sinó que pertany al municipi de Cosa.
La seua població és de 17 habitants.